# Amer Sports
Amer Sports Corporation (NASDAQ OMX: AMEAS) (tidligere Amer-Yhtymä Oyj) er en finsk multinational sportsudstyrsproducent med mærker som Salomon, Wilson, Atomic, Arc'teryx, Mavic, Suunto, ENVE Composites, og Precor.
Fra begyndelsen i 1950 var det et industrikonglomerat med rederi-, tobaksvare- og trykkerivirksomhed. Hovedsædet ligger i Helsinki, men koncernens forskellige datterselskaber og brands har hovedsæder i flere forskellige lande. Koncernens omsætning var i 2015 på 2,534 mia. Euro og der var 7.954 ansatte ved udgangen af 2015. Virksomheden er børsnoteret på Nasdaq Helsinki stock exchange.

## Historie

### Industrielle fortid
Virksomheden begyndte som en tobakvareproducent og distributør, Amer-Tupakka, i 1950 og opnåede rettigheder til at producere og sælge Philip Morris-cigaretter i Finland i 1961. I 1960'erne blev betydelige dele af overskuddet fra virksomhedens tobaksinteresser investeret i tre handelsskibe. En forlags- og trykkeri division blev tilføjet i 1970 med opkøbet af den finske virksomhed Weilin+Göös. I 1977 blev selskabet børsnoteret på Helsinki Stock Exchange og i 1981 blev virksomhedsnavnet ændret til Amer-Yhtymä (Amer Group). I 1980'erne gik Amer ind på markedet for import af køretøjer gennem opkøbet af Korpivaara, dermed opnåede man eksklusivrettigheder til import og distribution af køretøjsmærker som Citroën og Toyota. I det samme årti gik virksomheden også ind på markedet for tekstiler og plastik.

### Fokus på sport
I 1986 etablerede Amer en sportsdivision efter at have overtaget en majoriteten i golfudstyrsproducenten MacGregor Golf fra Jack Nicklaus. Til trods for dette så var virksomheden involveret i sportsudstyrsmarkedet så tidligt som i 1974, da de købte ishockeyudstyrsproducenten Koho-Tuote. Disse interesser blev frasolgt i 1986. Tre år senere opkøbte Amer det Chicago-baserede Wilson Sporting Goods Company, en ledende producent af golfkøller, ketsjere og andet sportsudstyr, hvilket markerede et betydeligt strategisk skifte i virksomheden. Det blev efterfulgt af yderligere opkøb, den østrigske skiproducent Atomic i 1994 og den finske sportsinstrumentsproducent Suunto i 1999. Den amerikanske baseball og softball bat-virksomhed Demarini blev opkøbt et år senere og underlagt Wilson-divisionen. I denne periode blev flere forretningsområder frasolgt, eftersom at de ikke længere blev betragtet som kerneområder, til trods for dette blev tobaksforretningerne beholdt indtil 2004, hvor de blev solgt tilbage til Philip Morris. I 2005 købte Amer outdoorsportsudstyrsproducenten Salomon af Adidas for 485 mio. Euro. Det samme år ændrede virksomheden officielt sit navn til Amer Sports Corporation.

## Forretningsområder
Amer opdeler sine forretningsområder i tre forretningsenheder: "Vintersport og udendørssport ", "boldspil sport" (består af Wilson) og "fitness" (hvoraf alle produkter bærer Precor USA-mærket). Winter og outdoor forretningssegmentet er det største og udgjorde i 2013 60 % af Amer Sports omsætning.
Koncernen sælger sine produkter under syv flagskibsbrands: Salomon, Atomic, Wilson, Precor, Suunto, Mavic og Arc'teryx. Andre mindre brands i koncernen inkluderer Volant, Nikita, Bonfire og DeMarini.
Virksomhedens hovedkvarter er lokaliseret i Helsinki i Finland, men produktion og salg foregår på verdensplan. I 2007 flyttede Amer Sport sit nordamerikanske hovedkvarter fra Portland i Oregon til det historiske American Can Company of Utah Building Complex i Ogden i Utah.